# ألفونس كونينغ
ألفونس كونينغ (بالألمانية: Alfons König)‏ هو ضابط ألماني، ولد في 29 ديسمبر 1898 في ميونخ في ألمانيا، وتوفي في 8 يوليو 1944 في روسيا البيضاء.